# Hawaii (Schiff, 1945)
Die Hawaii  (Kennung: CB-3) wurde am 3. November 1945 in der Werft New York Shipbuilding Corp. in Camden, New Jersey, vom Stapel gelassen. Getauft wurde die sie von Mrs. Joseph R. Farrigton, der Frau des Abgeordneten des Territoriums Hawaii. Nach diesem Territorium bzw. dieser Inselgruppe, die später als der 50. US-Bundesstaat eingegliedert wurde, wurde das Schiff benannt.
Sie war das dritte Schiff der Alaska-Klasse, von der nur die beiden ersten Schiffe Alaska (Typschiff ihrer Klasse) und Guam fertiggestellt wurden. Diese Schiffsklasse, die als Large Cruiser (dt.: Große Kreuzer) klassifiziert wurde, war dafür konzipiert, den schweren gepanzerten Kreuzern des japanischen Reichs entgegenzutreten, die im Projekt BB-65 geplant, aber nie gebaut wurden. Nachdem der Zweite Weltkrieg beendet war, wurde ihr Weiterbau gestoppt. Zu diesem Zeitpunkt, September 1947, war die USS Hawaii zu 84 % fertiggestellt.
Es wurde überlegt, sie zum ersten Lenkwaffenkreuzer umzubauen, aber dann verblieb die Hawaii doch in der Reserveflotte. Sie wurde umklassifiziert zu CBC-1, einem großen Kommandoschiff, am 26. Februar 1952. Zuletzt wurde sie am 9. Oktober 1954 wieder zum Großen Kreuzer umklassifiziert und 1959 an Boston Metals Co., Baltimore, Md., zur Abwrackung verkauft, nachdem sie am 9. Juni 1958 aus der Liste der Schiffe der United States Navy gestrichen worden war.